# Beerbongs & Bentleys
Beerbongs & Bentleys es el segundo álbum de estudio del cantante estadounidense Post Malone, lanzado por Republic Records el 27 de abril de 2018. El álbum incluye apariciones especiales de Swae Lee, 21 Savage, Ty Dolla Sign, Nicki Minaj, G-Eazy y YG. Incluye la producción de los colaboradores frecuentes Louis Bell y Frank Dukes, junto con London on da Track, Andrew Watt, Tank God, Twice as Nice, Teddy Walton, Scott Storch y PartyNextDoor, entre otros.
Beerbongs & Bentleys fue un éxito comercial, debutando en el número uno en el Billboard 200 de EE. UU., con 461,000 unidades equivalentes a álbumes, 153,000 de las cuales fueron ventas puras. También rompió récords de transmisión en Spotify al haber ganado 47,9 millones de transmisiones en los EE.UU. En el primer día de su lanzamiento. El álbum fue apoyado por cinco sencillos: «Rockstar», «Candy Paint», «Psycho», «Ball for Me» y «Better Now», con «Rockstar» y «Psycho» alcanzando el número uno en el Billboard Hot 100 de EE.UU. El álbum rompió el récord de las 20 entradas principales más simultáneas en el Billboard Hot 100 con nueve canciones en el top 20 de la lista.
Si bien Beerbongs & Bentleys recibió críticas mixtas de los críticos, se incluyó en varias listas de fin de año de los mejores álbumes de 2018. El álbum fue certificado cinco veces platino por la Recording Industry Association of America (RIAA) y fue nominado como Álbum del año en la 61.ª entrega de los Premios Grammy (2019).

## Promoción
El sencillo principal del álbum, «Rockstar» con 21 Savage, fue lanzado para descarga digital el 15 de septiembre de 2017. Más tarde fue enviado a una radio de éxito rítmica y contemporánea el 26 de septiembre de 2017. La canción alcanzó el puesto número uno en el Billboard Hot 100 de EE.UU., convirtiéndose en la primera canción número uno de Post Malone y 21 Savage.
El segundo sencillo del álbum, «Candy Paint», fue lanzado el 20 de octubre de 2017. La canción alcanzó el puesto 34 en el Billboard Hot 100.
El tercer sencillo del álbum, «Psycho» con Ty Dolla Sign, fue lanzado para descarga digital el 23 de febrero de 2018. Posteriormente fue enviado a la radio rítmica contemporánea el 27 de febrero de 2018. La canción debutó en el número dos y luego alcanzó su punto máximo en el número uno en el Billboard Hot 100.
«Ball for Me» con Nicki Minaj, fue enviado a la radio rítmica contemporánea el 8 de mayo de 2018, como el cuarto sencillo del álbum. La canción alcanzó el puesto número 16 en el Billboard Hot 100.
«Better Now» se envió a la radio de éxito contemporáneo del Reino Unido el 25 de mayo de 2018 y a la radio de éxito contemporáneo de EE. UU. El 5 de junio de 2018, como el quinto sencillo del álbum. La canción alcanzó el puesto número tres en el Billboard Hot 100.

## Recepción de la crítica
Beerbongs & Bentleys recibió críticas mixtas. En Metacritic, que asigna una calificación normalizada de 100 a las reseñas de publicaciones profesionales, el álbum recibió una puntuación promedio de 51, basada en 10 reseñas. El agregador AnyDecentMusic? le dieron 4,8 sobre 10, según su evaluación del consenso crítico.
Alexis Petridis de The Guardian elogió la producción del álbum, los ganchos y la voz de Post Malone, pero criticó la letra de Malone: "Durante un período prolongado, y Beerbongs & Bentleys sigue y sigue como un teletón de caridad, hay una escasez de ideas originales, el siente que prácticamente no tiene nada que decir por sí mismo, y que lo que sea que tenga, ya se ha dicho incontables veces con mucha más habilidad, ingenio e impacto". Larry Bartleet, de NME, describió el álbum como "un tono de moda, con sabor a trap", y concluyó que Beerbongs & Bentleys es "más un moodboard embrutecedor que un álbum con algo que decir" y que "sus 18 pistas son forrajes homogéneos de listas de reproducción dirigidas a la transmisión. máquina". Andrew Unterberger de Billboard comentó que "el álbum no arroja suficientes miradas diferentes a los oyentes para justificar su longitud de 18 pistas, lo que lleva a un hundimiento inevitable en la segunda mitad", pero "tiene un par de momentos en los que Post amplía sus límites musicales., con un efecto prometedor". Neil Z. Yeung de AllMusic dijo: "Beerbongs & Bentleys es un reflejo adecuado de su lujoso estilo de vida y las dificultades que posteriormente engendró, pero sus intentos de sinceridad solo funcionan cuando Post Malone deja de esforzarse tanto". Evan Rytlewski de Pitchfork concluyó que Beerbongs & Bentleys "juega con la mayor fortaleza de Post: sus instintos melódicos. Sus mejores ganchos son tan melodiosos y sin aire que se dirigen directamente a los centros de placer del oído ", pero" el singular y severo estado de ánimo de Post Malone se debilita y se vuelve rancio después de demasiado tiempo".
Daniela Campos de Exclaim! escribió que el álbum representa "un enfoque en el estilo de vida de un rapero estrella de rock que está siendo empujado a la vanguardia para que el ojo público lo descifre". Jordan M. de Sputnikmusic dice "Este momento de música pop jodida y confusa con odas cuestionablemente escasas a la música rap no está diseñado para la posteridad. Para su crédito, Post lo entiende y se contenta con hacer álbumes demasiado largos donde cada canción puede ser un sencillo. No todas las canciones de Beerbongs & Bentleys pueden ser un single, pero hay suficientes escondidas allí para convertirlo en uno de los lanzamientos más gratificantes de 2018".

### Clasificaciones
| Publicación | Lista                                 | Posición | Ref.   |
| ----------- | ------------------------------------- | -------- | ------ |
| Billboard   | 50 mejores álbumes de 2018            | 38       | [ 30 ] |
| Complex     | 50 mejores álbumes de 2018            | 23       | [ 31 ] |
| GQ (Rusia)  | Los mejores álbumes de música de 2018 | 7        | [ 32 ] |
| Idolator    | Los 25 mejores álbumes de 2018        | 20       | [ 33 ] |
| Uproxx      | Los 50 mejores álbumes de 2018        | 40       | [ 34 ] |

## Desempeño comercial
En Estados Unidos, el día de su lanzamiento, Beerbongs & Bentleys batió récords de transmisión en Spotify. El álbum logró 47,9 millones de reproducciones en los EE.UU. Y 78,744,000 transmisiones a nivel mundial en el servicio de música en 24 horas. Se proyectaba que abriría con 460.000 unidades equivalentes a álbumes en su primera semana. El álbum debutó en el número uno en el Billboard 200 de Estados Unidos, abriendo con 461,000 unidades equivalentes a álbumes en su primera semana, con 153,000 provenientes de ventas puras. Logró la semana más grande del año para un álbum y la semana de transmisión más grande de la historia con 431,3 millones de transmisiones de audio a pedido en el país, superando el récord anterior de Drake, More Life (2017), que comenzó con 384,8 millones. En su segunda semana, Beerbongs & Bentleys logró 193,000 ventas equivalentes a álbumes, 24,000 de las cuales fueron ventas puras, elevando su total de dos semanas a 663,000 ventas equivalentes a álbumes. Se mantuvo en la cima de la lista por tercera semana, con 147,000 unidades equivalentes a álbumes, incluidas 18,000 ventas puras. La semana siguiente, el álbum cayó al número dos con 123,000 unidades equivalentes al álbum luego del debut de Love Yourself: Tear de la banda coreana de chicos BTS. El 22 de abril de 2021, fue certificado cinco veces platino por la Recording Industry Association of America (RIAA) por ventas combinadas, streaming y equivalentes de venta de pistas de cinco millones de unidades en los Estados Unidos. 
El 12 de mayo de 2018, Beerbongs & Bentleys rompió el récord de las 20 entradas más simultáneas en la lista de canciones Billboard Hot 100 de EE. UU. Con nueve canciones en el top 20 del Hot 100, rompiendo el récord anterior de seis, que fue compartido por los Beatles y J. Cole . Los Beatles mantuvieron el récord durante 54 años, ya que clasificaron seis canciones entre las 20 mejores en las listas del 11 y 18 de abril de 1964. J. Cole empató la marca el 5 de mayo de 2018. Malone también rompió el récord de la mayor cantidad de éxitos del Top 40 Hot 100 simultáneos: 14.
En el Reino Unido, Beerbongs & Bentleys debutó en el número uno, moviendo 46,000 unidades equivalentes a álbumes en su primera semana, con 35,000 unidades provenientes de transmisión, lo que le dio a Post Malone la tercera semana de apertura más grande de transmisiones para un álbum en el Reino Unido de todos los tiempos.
En 2018, Beerbongs & Bentleys fue clasificado como el tercer álbum más popular del año en el Billboard 200. El álbum terminó 2018 vendiendo más de 3,251,000 unidades equivalentes a álbumes en los EE. UU., Con más de 374,000 siendo ventas puras. Durante 2019, vendió 1,258,000 unidades equivalentes a álbumes en los EE.UU., Con más de 78,000 ventas puras.

## Lista de canciones
Créditos adaptados del sitio web oficial de Post Malone y del IMC.
| Lista de canciones de Beerbongs & Bentleys |                                  |                                                                                          |                                                             |          |  |
| N.º                                        | Título                           | Escritor(es)                                                                             | Productor(es)                                               | Duración |  |
| 1.                                         | «Paranoid»                       | Austin Post, Idan Kalai, Louis Bell, Billy Walsh y Alexander Krashinsky                  | Cashio, Blueysport y Bell                                   | 3:44     |  |
| 2.                                         | «Spoil My Night» (con Swae Lee)  | Post, Khalif Brown, Adam Feeney, Teddy Walton y Bell                                     | Frank Dukes y Walton                                        | 3:14     |  |
| 3.                                         | «Rich & Sad»                     | Post, Feeney, Walsh y Bell                                                               | Frank Dukes                                                 | 3:23     |  |
| 4.                                         | «Zack and Codeine»               | Post, Scott Storch, Diego Ave y Bell                                                     | Storch, Ave, Leon "RoccStar" Youngblood, Jr. y Tariq Bright | 3:23     |  |
| 5.                                         | «Takin' Shots»                   | Post, Jahron Brathwaite, Bell, David Hughes y Walsh                                      | Bell, Prep Bijan y PartyNextDoor                            | 3:37     |  |
| 6.                                         | «Rockstar» (con 21 Savage)       | Post, Shayaa Abraham-Joseph, Olufunmibi Awoshiley, Bell, Jo-Vaughn Virginie y Carl Rosen | Tank God y Bell                                             | 3:39     |  |
| 7.                                         | «Over Now»                       | Post, Andrew Watt, Bell y Tommy Lee                                                      | Post Malone, Watt y Bell                                    | 4:07     |  |
| 8.                                         | «Psycho» (con Ty Dolla Sign)     | Post, Tyrone Griffin, Jr., Bell y Rosen                                                  | Malone y Bell                                               | 3:41     |  |
| 9.                                         | «Better Now»                     | Post, Bell, Feeney, Walsh y Kaan Gunesberk                                               | Frank Dukes y Bell                                          | 3:50     |  |
| 10.                                        | «Ball for Me» (con Nicki Minaj)  | Post, Onika Maraj y Bell                                                                 | Bell                                                        | 3:27     |  |
| 11.                                        | «Otherside»                      | Post y Bell                                                                              | Malone y Bell                                               | 3:48     |  |
| 12.                                        | «Stay»                           | Post, Watt y Bell                                                                        | Malone y Watt                                               | 3:28     |  |
| 13.                                        | «Blame It on Me»                 | Post y Bell                                                                              | Malone y Bell                                               | 4:22     |  |
| 14.                                        | «Same Bitches» (con G-Eazy y YG) | Post, Gerald Gillum, Keenon Jackson, Jonathan Whitfield, Bell, Walsh, Kalai y Rod Argent | Swish y Cashio                                              | 3:31     |  |
| 15.                                        | «Jonestown» (interlude)          | Post, Bell, Te Whiti Warbrick, Nick Audino y Lewis Hughes                                | Malone, Bell y Twice as Nice                                | 1:51     |  |
| 16.                                        | «92 Explorer»                    | Post, London Holmes, Bell, Aubrey Robinson, Kendall Roark Bailey y Jaison Harris         | London on da Track, Robinson y Roark Bailey                 | 3:32     |  |
| 17.                                        | «Candy Paint»                    | Post, Bell y Rosen                                                                       | Malone y Bell                                               | 3:49     |  |
| 18.                                        | «Sugar Wraith»                   | Post y Bell                                                                              | Malone y Bell                                               | 3:47     |  |
| 64:26                                      |                                  |                                                                                          |                                                             |          |  |

| Edición japonesa (bonus tracks) |                               | |                                  |          |  |
| N.º                             | Título                        | Escritor(es)                                                                                       | Productor(es)                    | Duración |  |
| 19.                             | «I Fall Apart»                | Post, Carlo Montagnese y William Walsh                                                             | Illangelo                        | 3:43     |  |
| 20.                             | «Congratulations»             | Post, Leland Wayne, Feeney y Bell                                                                  | Metro Boomin, Frank Dukes y Bell | 3:43     |  |
| 21.                             | «Deja Vu» (con Justin Bieber) | Post, Justin Bieber, Feeney, Anderson Hernandez, Matthew Tavares, Gunesberk, Julian Swirsky y Bell | Frank Dukes y Vinylz             | 3:54     |  |
| 75:30                           |                               | |                                  |          |  |

- «Takin' Shots» cuenta con coros de PartyNextDoor.
- «Stay» cuenta con coros de Andrew Watt.

Créditos de muestra
- «Same Bitches» contiene interpolaciones de «Time of the Season», escrito por Rod Argent .
- «92 Explorer» contiene interpolaciones de «Money Counter», escrito por Jaison Harris.

## Personal
Toda la programación e instrumentación se acredita a los productores de cada pista, excepto donde se indique.
- Austin Post - guitarra (pistas 7, 12)
- Andrew Watt - guitarra, bajo (pistas 7, 12), teclados (pista 7)
- Tommy Lee - batería (pista 7)
- Louis Bell - programación de batería, teclados (pista 7)
- Twice as Nice - programación de batería (pista 15)

Técnico
- Louis Bell - grabación (pistas 1–11, 13, 15–18), producción vocal
- Ethan Stevens - grabación (pista 6)
- Lorenzo Cardona - grabación (pista 6)
- Jonathan Whitfield - grabación (pista 14)
- Roark Bailey - grabación (pista 16)
- Manny Marroquin - mezcla (pistas 1–3, 4–11, 13, 14, 16, 18)
- David Nakaji - mezcla (pistas 3, 15)
- Spike Stent - mezcla (pista 12)
- Joe Fitz - mezcla (pista 17)
- Chris Galland - asistencia de mezcla (pistas 1, 2, 4–11, 13, 14, 16, 18)
- Robin Florent - asistencia de mezcla (pistas 1, 2, 4–11, 13, 14, 16, 18)
- Scott Desmarais - asistencia de mezcla (pistas 1, 2, 4–11, 13, 14, 16, 18)
- Mike Bozzi - masterización

## Posicionamiento en listas
| Lista (2018–2019)                       | Mejor posición |
| --------------------------------------- | -------------- |
| Australia (ARIA)                        | 1              |
| Austria (Ö3 Austria)                    | 2              |
| Bélgica (Ultratop flamenca)             | 1              |
| Bélgica (Ultratop valona)               | 9              |
| Canadá (Billboard Canadian Albums)      | 1              |
| República Checa (ČNS IFPI)              | 2              |
| Dinamarca (Hitlisten)                   | 1              |
| Países Bajos (Album Top 100)            | 1              |
| Finlandia (Suomen Virallinen Lista)     | 1              |
| Francia (SNEP)                          | 13             |
| Alemania (Offizielle Top 100)           | 4              |
| Irlanda (IRMA)                          | 1              |
| Italia (FIMI)                           | 6              |
| Japón (Oricon)                          | 162            |
| Nueva Zelanda (Recorded Music NZ)       | 1              |
| Noruega (VG-lista)                      | 1              |
| Portugal (AFP)                          | 33             |
| Escocia (Scottish Albums Chart)         | 6              |
| Suecia (Sverigetopplistan)              | 1              |
| Suiza (Schweizer Hitparade)             | 3              |
| Reino Unido (UK Albums Chart)           | 1              |
| Estados Unidos (Billboard 200)          | 1              |
| Estados Unidos (Top R&B/Hip-Hop Albums) | 1              |

| Lista (2018)                                      | Posición |
| ------------------------------------------------- | -------- |
| Australia (ARIA)                                  | 4        |
| Austria (Ö3 Austria)                              | 25       |
| Bélgica (Ultratop Flandes)                        | 17       |
| Bélgica (Ultratop Valonia)                        | 112      |
| Canadá (Billboard)                                | 3        |
| Dinamarca (Hitlisten)                             | 1        |
| Países Bajos (MegaCharts)                         | 5        |
| Francia (SNEP)                                    | 86       |
| Alemania (Offizielle Top 100)                     | 63       |
| Irlanda (IRMA)                                    | 5        |
| Italia (FIMI)                                     | 56       |
| Nueva Zelanda (RMNZ)                              | 4        |
| Suecia (Sverigetopplistan)                        | 3        |
| Suiza (Schweizer Hitparade)                       | 65       |
| Reino Unido (OCC)                                 | 6        |
| Estados Unidos Billboard 200                      | 3        |
| Estados Unidos Top R&B/Hip-Hop Albums (Billboard) | 2        |

| Lista (2019)                                      | Posición |
| ------------------------------------------------- | -------- |
| Australia (ARIA)                                  | 12       |
| Austria (Ö3 Austria)                              | 68       |
| Bélgica (Ultratop Flandes)                        | 23       |
| Bélgica (Ultratop Valonia)                        | 184      |
| Canadá (Billboard)                                | 4        |
| Dinamarca (Hitlisten)                             | 10       |
| Países Bajos (Album Top 100)                      | 72       |
| Francia (SNEP)                                    | 172      |
| Irlanda (IRMA)                                    | 21       |
| Italia (FIMI)                                     | 86       |
| Nueva Zelanda (RMNZ)                              | 10       |
| Suecia (Sverigetopplistan)                        | 19       |
| Reino Unido (OCC)                                 | 25       |
| Estados Unidos Billboard 200                      | 5        |
| Estados Unidos Top R&B/Hip-Hop Albums (Billboard) | 1        |

| Lista (2020)                                      | Posición |
| ------------------------------------------------- | -------- |
| Australia (ARIA)                                  | 28       |
| Bélgica (Ultratop Flandes)                        | 64       |
| Canadá (Billboard)                                | 20       |
| Dinamarca (Hitlisten)                             | 31       |
| Países Bajos (Album Top 100)                      | 35       |
| Irlanda Albums (IRMA)                             | 47       |
| Nueva Zelanda (RMNZ)                              | 24       |
| Suecia (Sverigetopplistan)                        | 48       |
| Reino Unido Albums (OCC)                          | 61       |
| Estados Unidos Billboard 200                      | 23       |
| Estados Unidos Top R&B/Hip-Hop Albums (Billboard) | 11       |

| Lista (2010–2019)            | Posición |
| ---------------------------- | -------- |
| Australia (ARIA)             | 91       |
| Estados Unidos Billboard 200 | 5        |

## Historial de lanzamiento
| Región | Fecha                   | Etiquetas)            | Formato (s)          | Árbitro.        |
| ------ | ----------------------- | --------------------- | -------------------- | --------------- |
| Varios | 27 de abril de 2018     | Republic              | CD, descarga digital | [ 118 ] [ 119 ] |
| Japón  | 27 de junio de 2018     | Universal Music Japón | CD                   | [ 120 ]         |
| Varios | 23 de noviembre de 2018 | Republic              | Vinilo               | [ 121 ]         |